# آپر شلتون

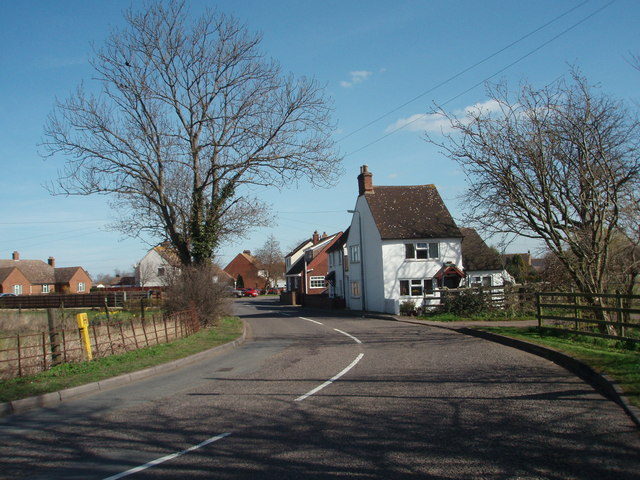
ورودی آپرشلتون از شرق

آپر شلتون (به انگلیسی: Upper Shelton) یک روستا در بریتانیا است که در بدفوردشر مرکزی واقع شده‌است.